# Фельд-ам-Зе
Фельд-ам-Зе (нем. Feld am See) — коммуна (нем. Gemeinde) в Австрии, в федеральной земле Каринтия. 
Входит в состав округа Филлах.  Население составляет 1154 человека (на 31 декабря 2006 года). Занимает площадь 33,68 км². Официальный код  —  2 07 08.

## Фотографии

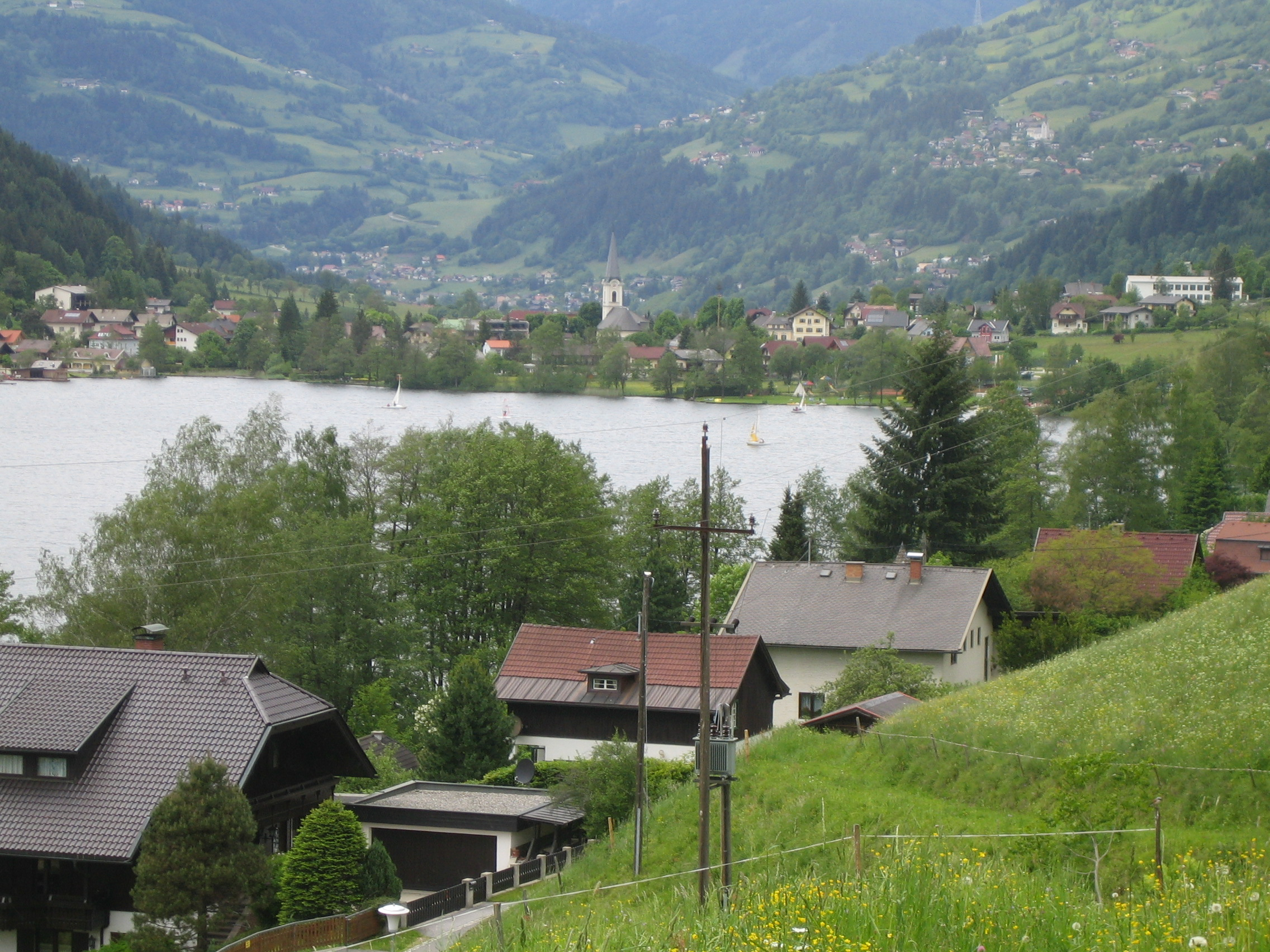
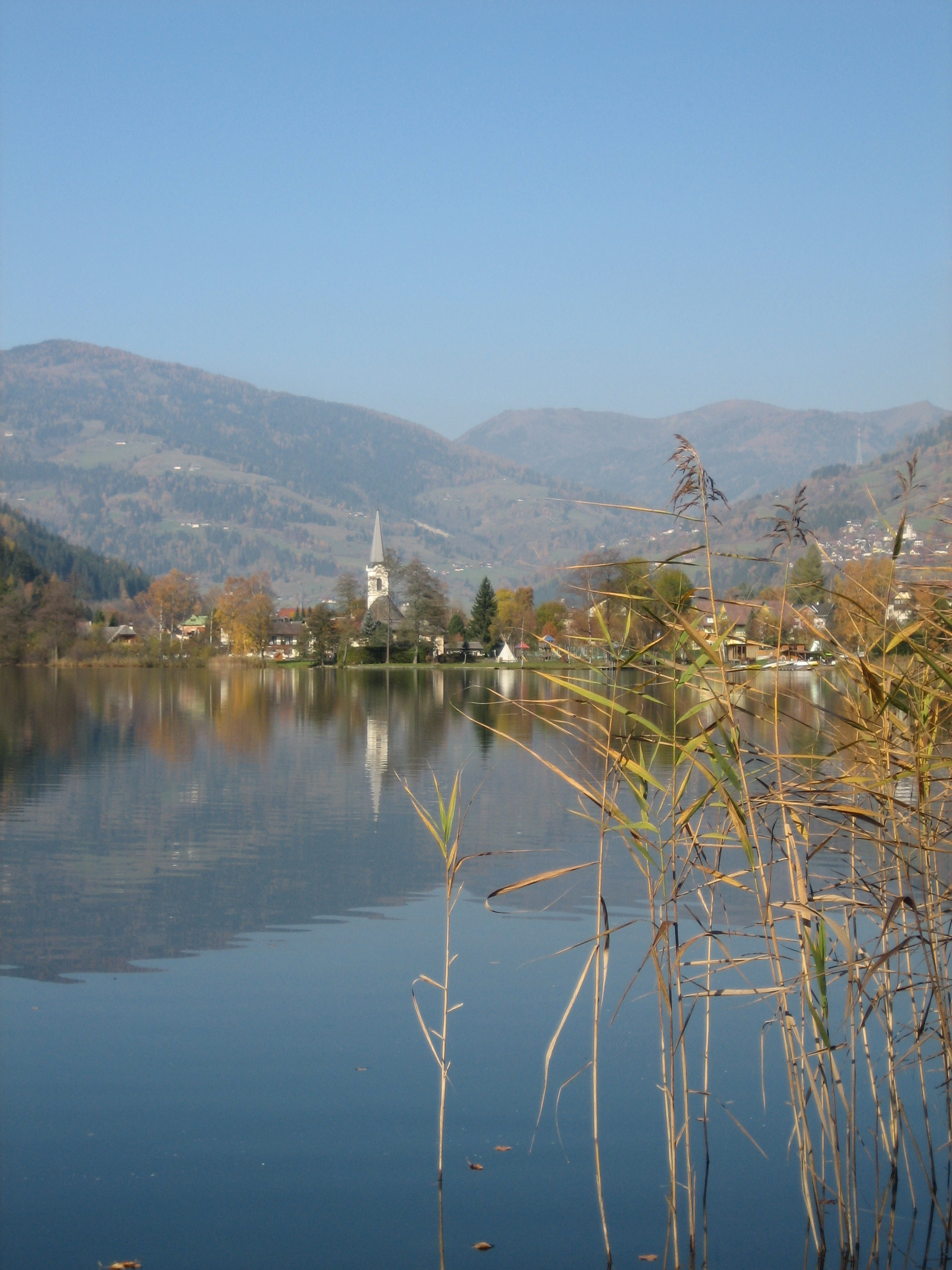
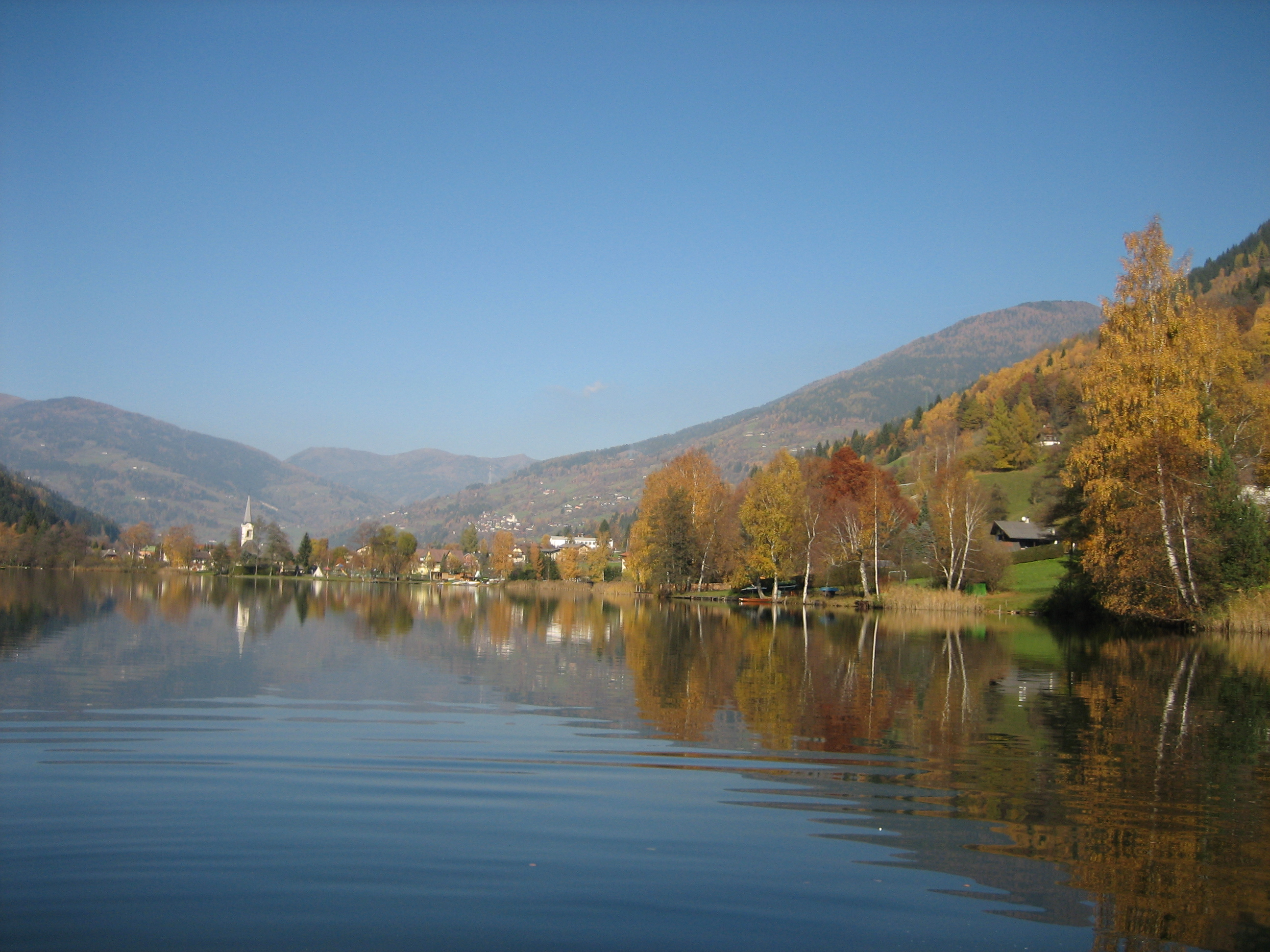
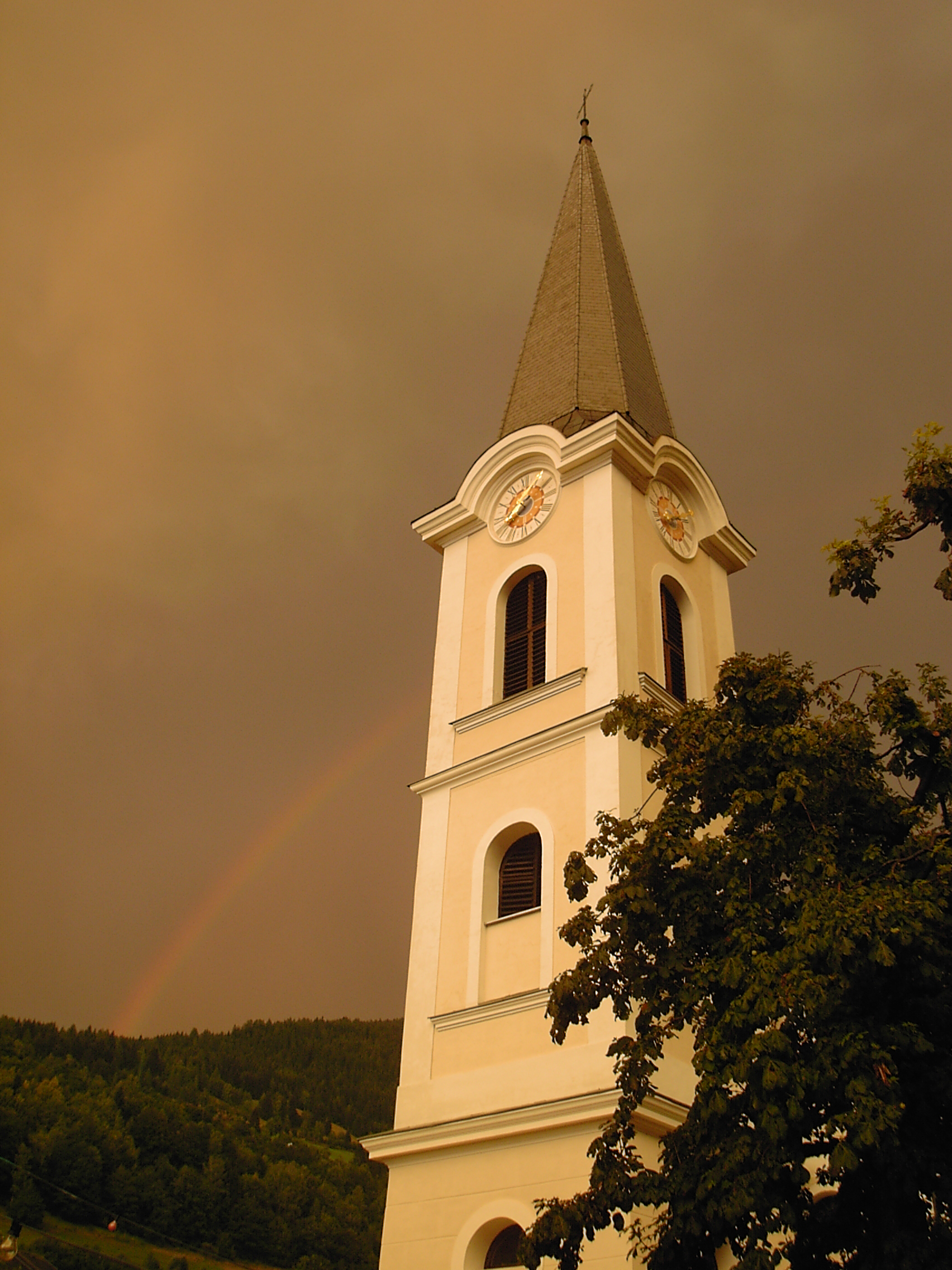
Церковь

## Политическая ситуация
Бургомистр коммуны — Рихард Майер (АБА) по результатам выборов 2003 года.
Совет представителей коммуны (нем. Gemeinderat) состоит из 15 мест.
- АБА занимает 6 мест.
- СДПА занимает 6 мест.
- АНП занимает 3 места.